# Cucumber Castle
Az Cucumber Castle című lemez a Bee Gees együttes tizenkettedik nagylemeze, egyben az azonos című BBC-film zenéje, az egyetlen olyan album, ahol a Bee Gees neve alatt csak két Gibb fivér, Barry és Maurice szerepel.

## Az album dalai
1. If Only I Had My Mind On Something Else (Barry és Maurice Gibb) – 2:33
2. I.O.I.O (Barry és Maurice Gibb) – 2:57
3. Then You Left Me (Barry és Maurice Gibb) – 3:11
4. The Lord (Barry és Maurice Gibb) – 2:19
5. I Was The Child (Barry és Maurice Gibb) – 3:14
6. I Lay Down and Die (Barry és Maurice Gibb) – 3:35
7. Sweetheart (Barry és Maurice Gibb) – 3:09
8. Bury Me Down By The River (Barry és Maurice Gibb) – 3:25
9. My Thing (Barry és Maurice Gibb) – 2:19
10. The Chance Of Love (Barry és Maurice Gibb) – 2:28
11. Turning Tide (Barry és Maurice Gibb) – 3:09
12. Don't Forget To Remember (Barry és Maurice Gibb) – 3:28

## A számok rögzítési ideje
- 1969. március 21.:Tomorrow Tomorrow
- 1969. március 19.:Sun In My Morning, Ping Pong
- 1969. május 7.: Don't Forget To Remember, Who Knows What A Room Is
- 1969. május: The Lord
- 1969. június:Bury Me Down By The River
- 1969. június 12.: Between The Laughter and The Tears
- 1969. július 9.: I Lay Down and Die, Every Time I See You Smile
- 1969. július 11.: I Lay Down And Die
- 1969. július: Then You Left Me, I Was The Child, My Thing, Give A Hand Take A Hand, Twinky, There Goes My Heart Again
- 1969. augusztus 9.: Turning Tide, Cucumber Castle Theme
- 1969. szeptember 25.: Turning Tide, One Bad Thing
- 1969. szeptember 26.: Turning Tide
- 1969. október 8.:  I. O. I. O
- 1969. október 10.: The Chance Of Love
- 1969. október: If Only I Had My Mind On Something Else, Sweetheart

A lemezhez írt dalok közül a Tomorrow Tomorrow szám kislemezen jelent meg a Sun In My Morning számmal. 

A Ping Pong, a Between The Laughter And The Tears, a There Goes My Heart Again és a  Twinky számok nem kerültek kiadásra későbbiekben sem. 

A Give A Hand Take A Hand a Mr Natural nagylemezen jelent meg, a Cucumber Castle Theme a First Album Demos és a Merchants Of Dream válogatáslemezen, az Every Time I See You Smilea From The Bee Gees Archives, a Who Knows What A Room Is a From The Bee Gees Archives és a The Bee Gees Greatest Outtakes lemezeken.
Két számot Barry Gibb a The Kid's No Good című saját nagylemezén tervezett megjelentetni ( a The Day Your Eyes Meet Mine és a One Bad Thing számokat).  

## Közreműködők
- Barry Gibb – ének, gitár
- Maurice Gibb – ének, gitár, basszusgitár, zongora
- Colin Petersen – Dob, ütőhangszerek
- Vince Melouney – gitár
- Geoff Bridgford – dob
- stúdiózenekar Bill Shepherd vezényletével
- P.P. Arnold : ének (8. szám)

## A nagylemez megjelenése országonként
- Argentína Polydor 2394 125 1970
- Ausztrália Spin SEL 933 797 1970
- Belgium  Polydor 2383 010 1970
- Amerikai Egyesült Államok Atco SD-33-327 1970
- Egyesült Királyság  Polydor 2383 010 1970
- Franciaország Polydor 2383 010 1970
- Hollandia  Polydor 2383 010 1970
- Japán Polydor MP2088 1970, RSO MWF1062 1979, CD: POCP2229 1992, Polydor/Universal UICY-3808 2004
- Koreai Köztársaság PolyGram SEL-RG 2226 1991
- Németország Polydor 2383 010 1970,  RSO 2479 217 1970
- Norvégia Polydor 2383 010 1970
- Svájc Polydor 2383 010 1970

## Az album dalaiból megjelent kislemezek, EP-k
- Don't Forget to Remember / The Lord Ausztrália Spin EK-3236 1969, Brazília Polydor FC126022 1969, Egyesült Királyság Polydor 56 343 1969, Dél-afrikai Köztársaság Polydor PS57 1969, Franciaország 421 476 1969, Japán Polydor DP-1665 1969, Jugoszlávia RTB S 535 56 1969, Hollandia Polydor 59 324 1969, Németország Polydor 56 343 1969, Norvégia Polydor 59 324 1969, Spanyolország Polydor 60 063 1969, Svájc  Polydor 59 324 1969, Svédország Polydor 59 324 1969, Kanada Atco 6702 1969
- Don't Forget To Remember / I Lay Down and Die Kanada Atco 6702 1969
- If Only I Had My Mind on Something Else / Sweetheart Kanada és Amerikai Egyesült Államok Atco 45-6741 1970
- I.O.I.O / Sweetheart Argentína Polydor 2176 002 1970, Ausztrália Spin EK-3579 1970, Belgium  Polydor 2058 009 1970, Brazília Polydor 126.034 1970, Chile Polydor 2176 002 1970, Egyesült Királyság Polydor 56377 1970, Görögország Polydor 2058 009 1970, Japán Polydor DP-1715 1970, Jugoszlávia RTB S 53 583 1970, Németország Polydor 2058 009 1970, Norvégia Polydor 2058 009 1970, Olaszország Polydor 2058 009 1970, Új-Zéland Spin EK-3579 1970
- I.O.I.O / Then You Left Me Kanada Amerikai Egyesült Államok Atco 45-6752 1970
- Tomorrow Tomorrow / Sun in My Morning Ausztrália Spin EK-3060 1969, Dél-afrikai Köztársaság Polydor PS 39 1969, Egyesült Királyság Polydor 56331 1969, Amerikai Egyesült Államok Atco 45-6682, Americom M-366  1969, Franciaország Polydor 421 463 1969,  Görögország Polydor 286 1969, Japán Polydor DP-1647 1969, Jugoszlávia RTB S 53 553 1969, Kanada Atco 45-6682 1969, Németország Polydor 59 292 1969, Olaszország Polydor 59292 1969, Spanyolország Polydor 60 057 1969, Svájc Polydor 59 292 1969

EP-k
- Tomorrow Tomorrow / Indian Gin and Whiskey Dry / Sun In My Morning / Let There Be Love Ausztrália Spin EX 11641 1969
- Tomorrow Tomorrow / Suddenly / Sun In My Morning / Whisper Whisper Portugália Polydor 78006 1969
- Don’t Forget to Remember (EP) Spin EX 11668 1969
- I.O.I.O / If Only I Had My Mind On Something Else / Sweetheart / Then You Left Me Portugália Polydor 78025 1970
- I.O.I.O / Spicks and Specks / Don't Forget To Remember / Tomorrow Tomorrow Malajzia Polydor EPH 112 912 1970
- I.O.I.O / If Only I Had My Mind On Something Else / Sweetheart / Don't Forget To Remember Mexikó Polydor 1970

## Eladott példányok
Az Cucumber Castle lemezből  a Amerikában 30 000, az Egyesült Királyságban 8 000 példány került eladásra.
A nagylemezből a világ összes összes országában 100 000 példány kelt el.

## Number One helyezés a világban
- Don't Forget To Remember 1969-ben, kislemezként: Új-Zéland, Dél-afrikai Köztársaság, Hollandia, Írország